# Dionizy II (patriarcha Konstantynopola)
Dionizy II, gr. Διονύσιος Β΄ (zm. w lipcu 1556) – ekumeniczny patriarcha Konstantynopola w latach 1546–1556.

## Życiorys
Urodził się w Galacie. W 1516 został mianowany metropolitą Nikomedii. Patriarcha Jeremiasz I wyznaczył go na swojego następcę. Patriarchą został 17 kwietnia 1546 r. Panował aż do śmierci w lipcu 1556 r.